# José León Pagano

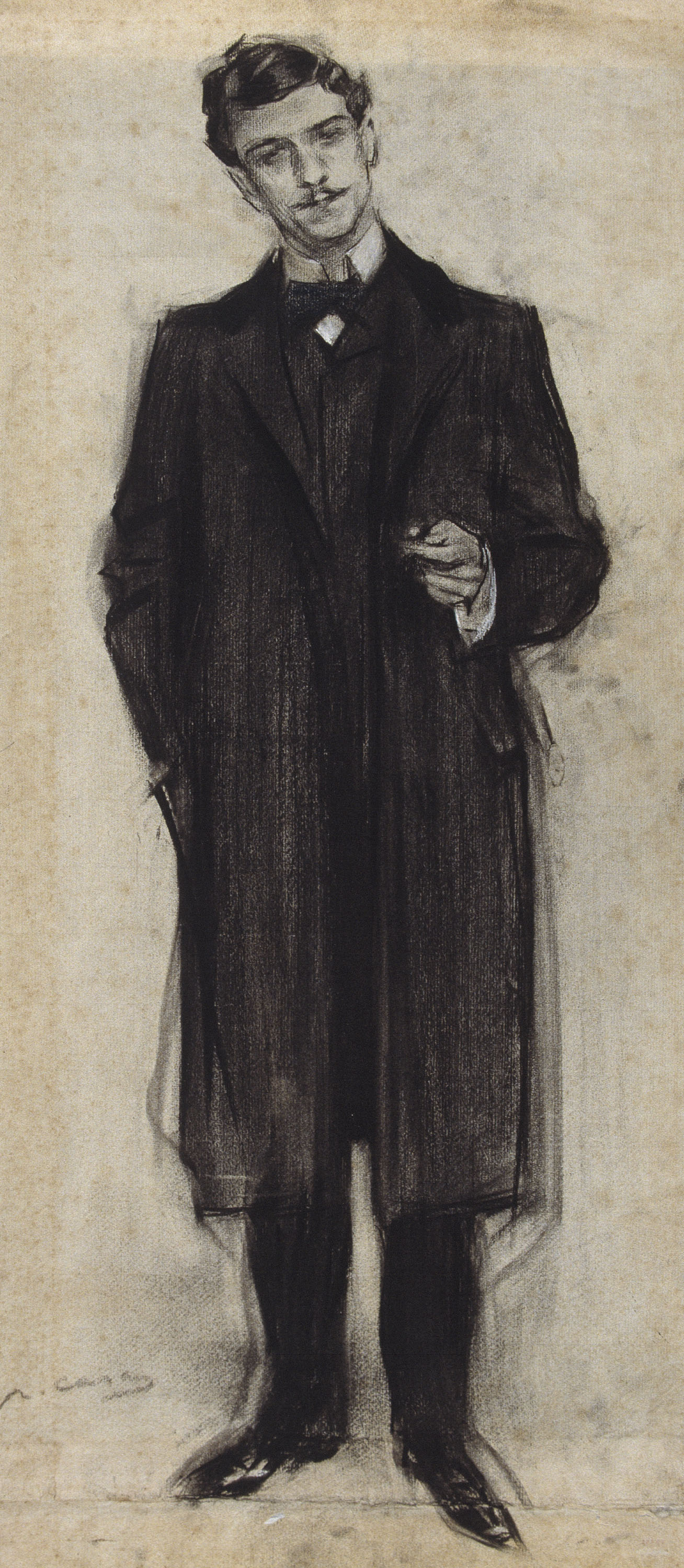
José León vist per Ramon Casas (MNAC).

José León Pagano (Buenos Aires 1875 - íd. 1964) fou un escriptor italo-argentí.
Autor de novel·les i de peces teatrals, va anar a Espanya el 1900 com a corresponsal de la revista italiana Ressegna Internazionale, i va decidir aleshores fer un estudi sobre l'estat de la cultura intel·lectual a Madrid i a Catalunya.
El gener del 1901 es trobava a Barcelona, moment en què publicà a Pèl & Ploma un llarg comentari sobre el llibre de Gener Inducciones que acabava de publicar-se. Molt probablement aleshores Casas degué fer-li el retrat que actualment es conserva al MNAC.